# 索盧放
索盧放（？年—？年），字君陽，東郡人，曾任東漢洛陽令、諫議大夫。

## 生平
索盧放以《尚書》教授一千多名學生。曾任郡門掾。更始時，有使者督察東郡，太守因犯了罪，當處斬刑。索盧放上前說：「現在天下所以敵視王莽，歸心皇漢，是因為聖政寬仁的原因。但是使者到郡，並未有任何恩德。太守被誅殺，本來不敢說什麼話的，但只怕天下因此惶懼，各生疑變。使用有功績的人，不如使用有過失的人，使其能將功補過，我願意以自身代替太守的性命。」於是上前準備赴義。使者認為索盧放仗義，於是赦免他，因這件事索盧放出了名。
建武六年（公元30年），索盧放被徵為洛陽令，政有能名。後因病請辭，調任諫議大夫，多次進納忠言，又因病去官。
建武末，復征不起，劉秀派人用轎子把他抬到京師，在南宮雲台召見他，賜谷二千斛，遣送他回家，並任命他的兒子為太子中庶子。後來索盧放在家中逝世。

## 延伸阅读
[在维基数据编辑]
 《後漢書/卷81》，出自范晔《後漢書》
 《東觀漢記》